# Handel (stație de premetrou din Antwerpen)
Handel (în neerlandeză Premetrostation Handel, în română Comerț) este o stație a premetroului din Antwerpen, care face parte din rețeaua de tramvai din Antwerpen. Stația este situată sub intersecția străzilor Handelsstraat și Lange Stuivenbergstraat.

## Caracteristici
Stația este deservită de patru linii de tramvai: 3 (din 1996), 5 (din 2006), 6 (din 2007) și 2 (din 2012). Stația Handel este cea mai mică din rețeaua de premetrou din Antwerpen. Ea este decorată în culorile societății de transport public De Lijn.
La nivelul -1 se găsește un mic hol pentru bilete, cu acces spre peroane și spre ieșire. Peronul spre stația Elisabeth, în lungime de 60 de metri, este la nivelul -2, în timp ce peronul către stația Schijnpoort, tot de 60 de metri, se află la nivelul -3.

## Imagini

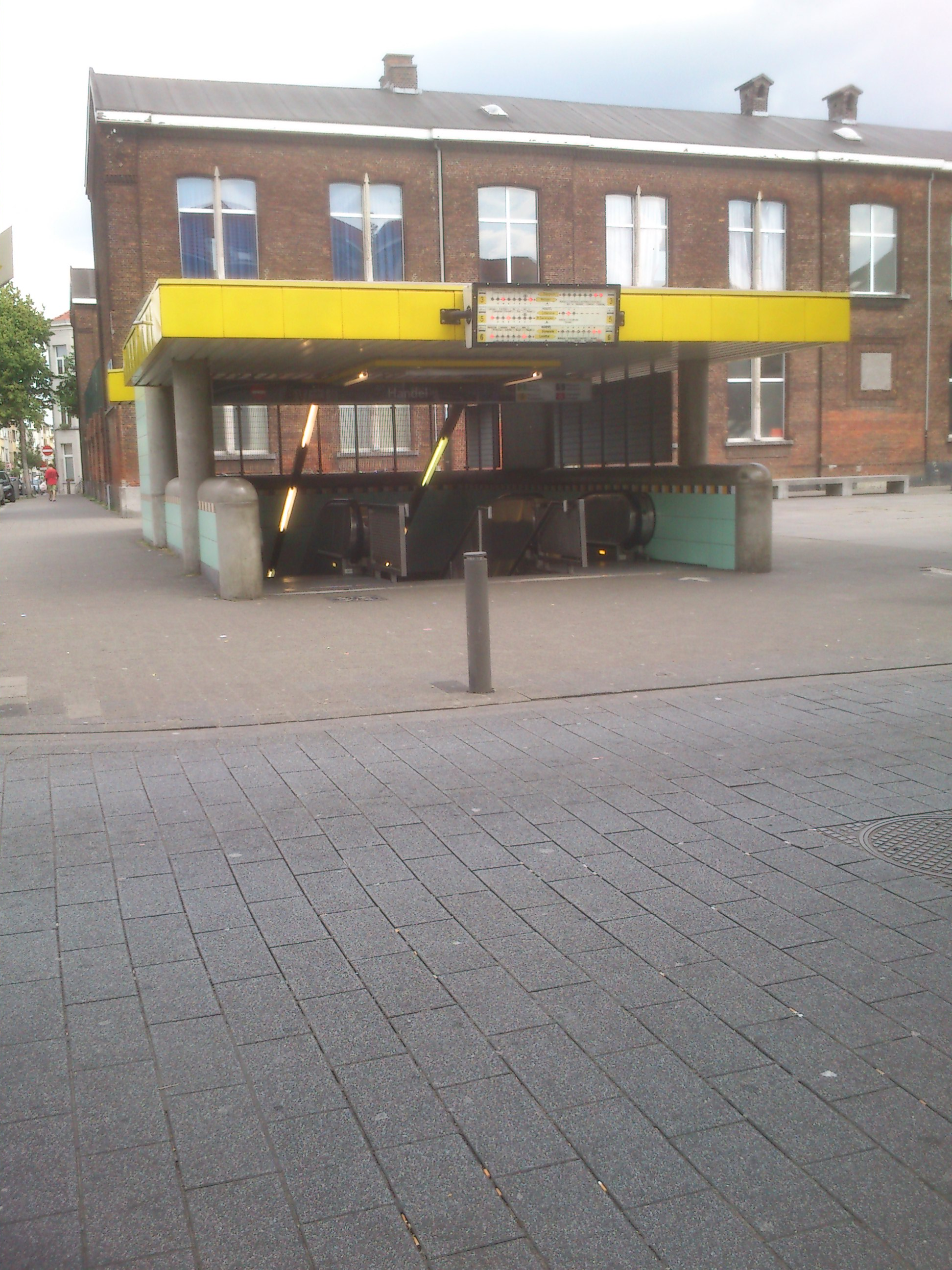
Gura de premetrou Handel
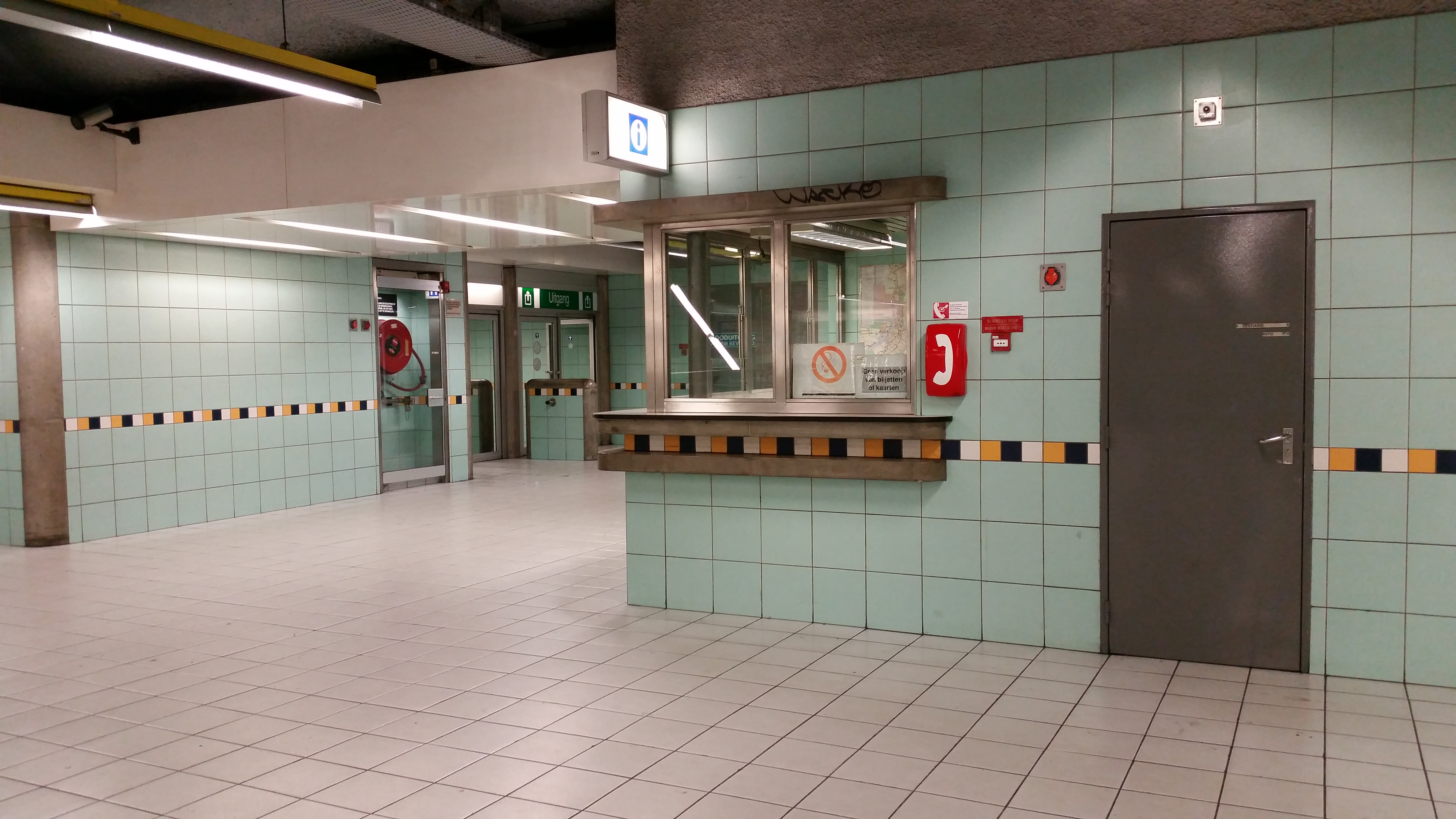
Sala de bilete
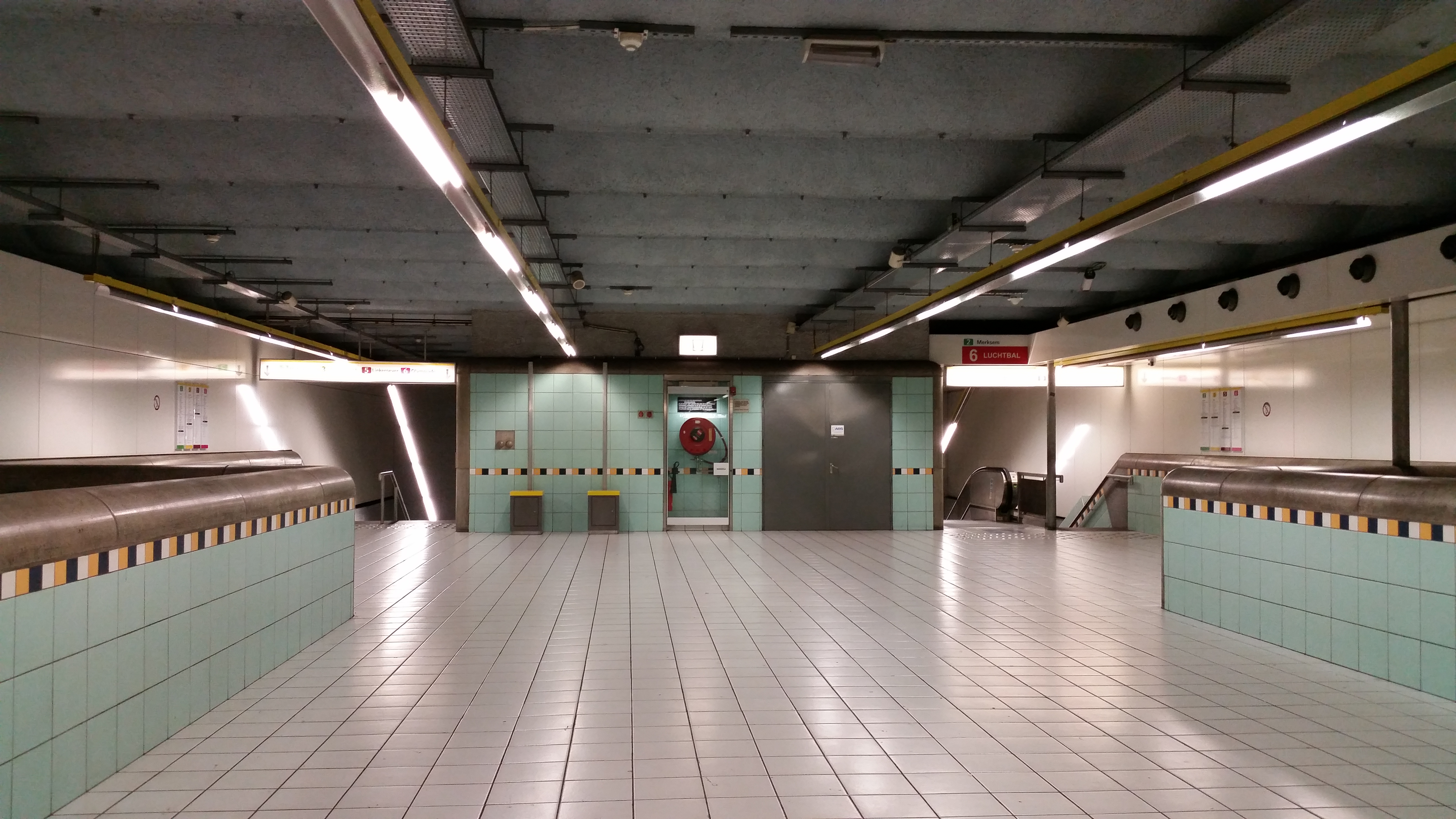
Sala de bilete
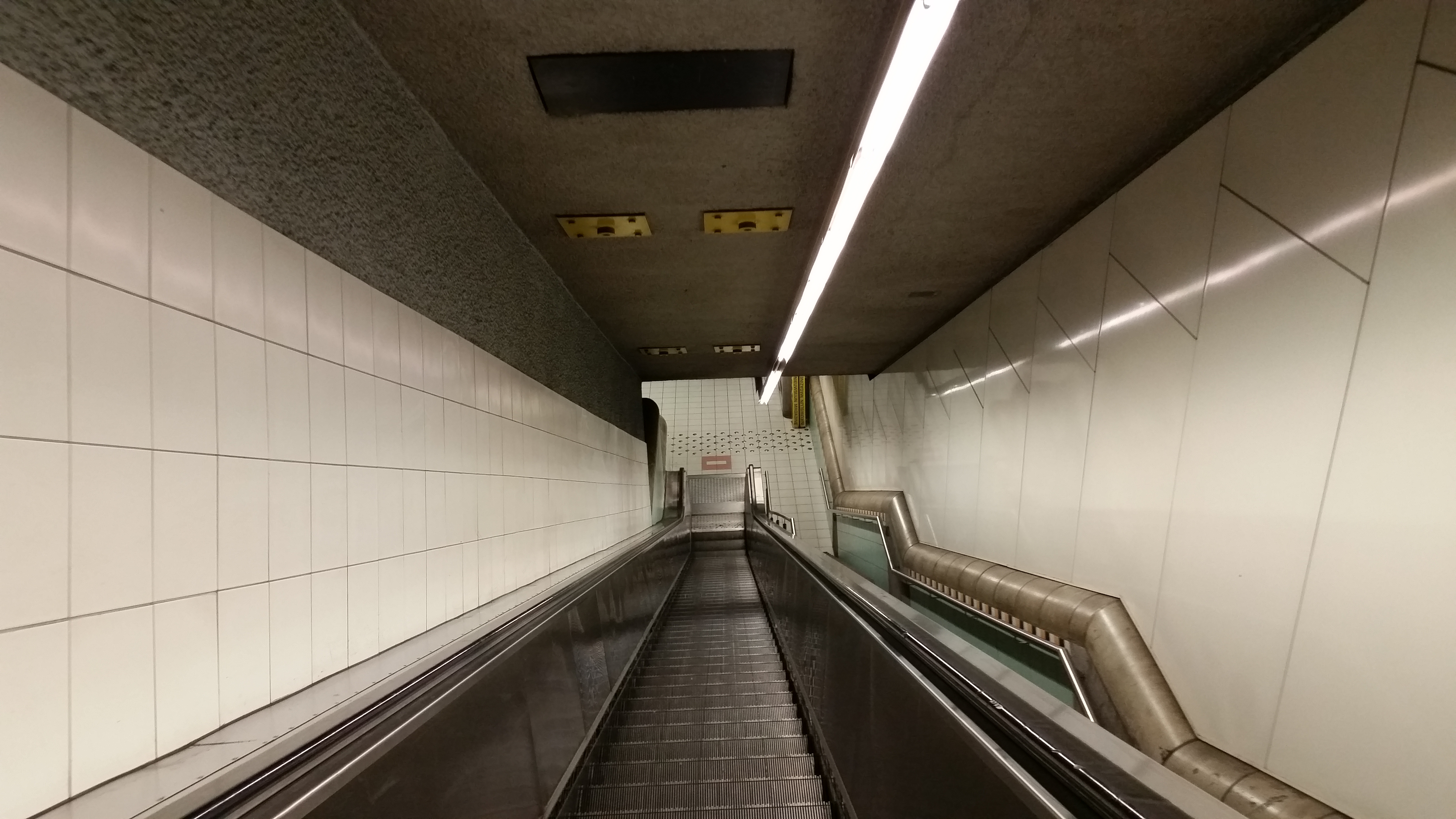
Scara rulantă spre nivelul -3